# Église Saint-Patrick de Masterton
Pour les articles homonymes, voir Église Saint-Patrick.
L’église Saint-Patrick (anglais : St Patrick’s Church) est un édifice religieux catholique de la seconde moitié du XIXe siècle situé à Masterton, en Nouvelle-Zélande.

## Situation et accès
L’édifice est situé au no 375 de la rue de la Reine (anglais : Queen Street), à l’angle de la rue Russell (anglais : Russell Street), au sud du centre-ville de Masterton, et plus largement vers le nord de la région de Wellington.

## Histoire
La cérémonie de dédicace a lieu le 4 mai 1879.

## Statut patrimonial et juridique
L’église, y compris le portail et la clôture en fonte, est recensée comme lieu historique de catégorie II par Heritage New Zealand, depuis le 23 juin 1983.